# Куна Конавоска
Куна Конавоска је насељено место у саставу општине Конавле, Дубровачко-неретванска жупанија, Република Хрватска.

## Историја
До територијалне реорганизације у Хрватској налазила се у саставу старе општине Дубровник.

## Становништво
На попису становништва 2011. године, Куна Конавоска је имала 17 становника.
| Број становника по пописима | Број становника по пописима | Број становника по пописима | Број становника по пописима | Број становника по пописима | Број становника по пописима | Број становника по пописима | Број становника по пописима | Број становника по пописима | Број становника по пописима | Број становника по пописима | Број становника по пописима | Број становника по пописима | Број становника по пописима | Број становника по пописима | Број становника по пописима |
| --------------------------- | --------------------------- | --------------------------- | --------------------------- | --------------------------- | --------------------------- | --------------------------- | --------------------------- | --------------------------- | --------------------------- | --------------------------- | --------------------------- | --------------------------- | --------------------------- | --------------------------- | --------------------------- |
| 1857                        | 1869                        | 1880                        | 1890                        | 1900                        | 1910                        | 1921                        | 1931                        | 1948                        | 1953                        | 1961                        | 1971                        | 1981                        | 1991                        | 2001                        | 2011                        |
| 126                         | 152                         | 160                         | 146                         | 164                         | 159                         | 136                         | 146                         | 133                         | 137                         | 114                         | 97                          | 65                          | 46                          | 30                          | 17                          |

Напомена: Од 1857. до 1961. исказивано под именом Куна.

### Попис1991.
На попису становништва 1991. године, насељено место Куна Конавоска је имало 46 становника, следећег националног састава:
| Попис 1991.‍ | Попис 1991.‍ | Попис 1991.‍ | Попис 1991.‍ | Попис 1991.‍ |
| ----------- | ----------- | ----------- | ----------- | ----------- |
|             |             |             |             |             |
| Хрвати      | Хрвати      |             | 46          | 100%        |
| укупно: 46  |             |             |             |             |